# Tatiana Nefiodova
Tatiana Nefiodova (en russe : Татьяна Григорьевна Нефёдова; née le 15 juillet 1949) en RSFS de Russie, URSS) est une géographe, auteure de travaux liés au développement socio-économique du monde rural en fédération de Russie et précédemment en URSS.

## Biographie
Tatiana Nefiodova termine les cours de la faculté de géographie de l'université d'État de Moscou en 1974. De 1974 à 1978 elle travaille au Complexe des expéditions orientales à la faculté d'étude de l'Extrême-Orient, puis après 1978 à l'Institut de géographie de l'Académie des sciences (RAN). C'est là qu'elle défend sa thèse pour obtenir le titre de docteur en sciences géographiques en 2004.

## Travaux scientifiques
Ses recherches sont consacrées aux problèmes liés à la transformation du milieu rural en Russie (au point de vue agricole et au point de vue social) après le passage du pays à l'économie de marché. Sur base de l'analyse des processus du secteur agricole elle étudie les possibilités de survie du secteur à partir d'exemples concrets de modèles possibles ainsi que leur adaptation possible aux conditions nouvelles de la société. L'exode rural en fédération de Russie est un des problèmes du pays depuis l'adoption de l'économie de marché auquel elle s'intéresse particulièrement. La loi sur l'hectare extrême-oriental a fait l'objet de critiques de la part de Tatiana Nefiodova. 

## Opinions
Actuellement en Russie la surface rurale représente 90 % de la surface totale du pays et est habitée par 27 % de la population. La Russie est donc un pays fortement urbanisé avec 73 % de ses habitants dans des villes. Ces habitants des villes vivent à concurrence de 45,5 % d'entre eux dans des villes de plus de 100 000 habitants. Toutefois l'allure villageoise de nombreux citadins et leur mentalité et leur organisation fort liée à la vie paysanne permet de supposer que le processus d'urbanisation de la Russie n'est pas terminé et qu'une grande partie des Russes  qui vivent dans les villes ne peuvent être appelés citadins qu'avec de nombreuses restrictions  

## Ouvrages créés
Auteure d'une série d'ouvrages scientifiques parmi lesquelles ces monographies :
- (en)Nefiodova T., Ioffe G. Continuity & change in rural Russia: a geographical perspective. —Boulder : Westview press, 1997.
- (en)Nefiodova T., Ioffe G. Environs of Russian cities. — Lewiston : The Edwin Mellen Press, 2000.
- (ru) Nefiodova T./Нефёдова Т. Г., Pavel Polian, Andreï Treivich/ La ville et le village dans la Russie européenne: cent ans de changement. — М. : ОГИ, 2001.
- (ru) Nefiodova T./ La Russie rurale vers le changement /Нефёдова Т. Г. Сельская Россия на перепутье. Географические очерки. — М. : Новое издательство, 2003.
- (ru) Nefiodova T.et Pellot D./Нефёдова Т., Пэллот Дж. L'agriculture inconnue ou pourquoi a-t-on besoin d'une vache ? /Неизвестное сельское хозяйство, или Зачем нужна корова? — М. : Новое издательство, 2006.
- (ru) Markhova A. et Nefiodova T. et Andreï Treivich /Махрова А. Г., Нефёдова Т. Г., Трейвиш, Андрей Ильич L'oblast de Moscou aujourd'hui et demain/ Московская область сегодня и завтра: тенденции и перспективы пространственного развития. — М. : Новый хронограф, 2008.
- (ru) Nefiodova T./Нефёдова Т. Г. Dix questions actuelles sur le village en Russie/Десять актуальных вопросов о сельской России. Ответы географа. — М. : Ленанд, 2013.